# Villers-la-Faye
Villers-la-Faye is een gemeente in het Franse departement Côte-d'Or (regio Bourgogne-Franche-Comté) en telt 406 inwoners (1999). De plaats maakt deel uit van het arrondissement Beaune.

## Geografie
De oppervlakte van Villers-la-Faye bedraagt 5,8 km², de bevolkingsdichtheid is 70,0 inwoners per km².
De onderstaande kaart toont de ligging van Villers-la-Faye met de belangrijkste infrastructuur en aangrenzende gemeenten.

## Demografie
Onderstaande figuur toont het verloop van het inwonertal (bron: INSEE-tellingen).